# Teroldego

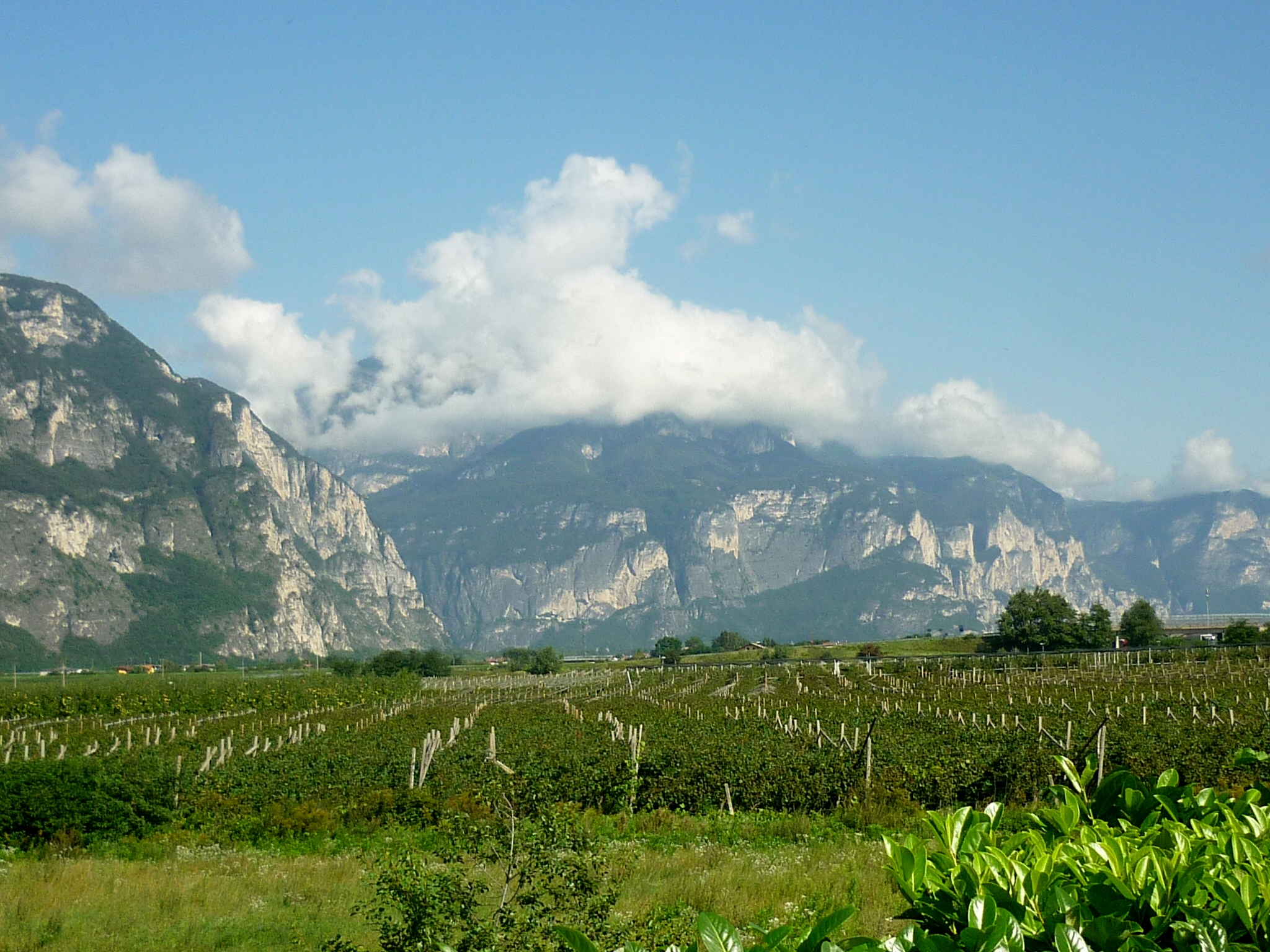
Vinice odrůdy Teroldego v Piana Rotaliana

Teroldego je místní odrůda tmavě červeného vína, pěstovaná v náplavové rovině Piana Rotaliana v severní Itálii. Lokalita se nachází mezi řekami Noce a Adiže v provincii Trentino. Vinná réva se zde pěstuje od starověku, první písemné zmínky o víně pocházejí ze 14. století. Podle dobových záznamů se místní víno mělo podávat během Tridentském koncilu. Johan Wolfgang Goethe oblast popsal jako nejkrásnější vinici Evropy. V roce 1894 byla odrůda oficiálně zapsána v Zemědělském institutu v San Michele all'Adige
600 ha vinic produkuje úrodu v charakteristických půdních i klimatických podmínkách. Zpracovatelské závody se nachází ve městech Mezzolombardo, Mezzocorona a San Michele all'Adige. Část produkce hroznu je zpracována i při pálení grappy.
Menší výměry této odrůdy se vyskytují i v Kalifornii a na Novém Zélandu.
O původu názvu odrůdy existuje více verzí. Za nejpravděpodobnější se považuje odvození od názvu čtvrtí města Mezzolombardo, zvané Teroleghe. Jiná verze hovoří o italizaci německého Tiroler Gold, uvažuje se i o odvození od prastaré metody vyvazování révy se vzpěrami nazývanými terrel. 
Vyskytují se synonyma Merlina, Merlina Valtelinese, Terodola, Teroldega, Teroldeghe, Teroldego Rotaliano, Teroldela, Teroldico, Teroldigo, Teroldigo Crni, Teroldila, Teroldola, Tiraldega, Tiraldola, Tirodola, Tiroldegho, Tiroldigo a Tiroldigo  Rotaliano, Teroldigo, Teroldega, Teroldico, Tiroldico.
V charakteristické vůni i chuti se objevují dojmy lesního ovoce, a to při minimu tříslovin.
Odrůda dozrává na přelomu září a října. V roce 2016 bylo vyrobeno 40 000 hektolitrů vína Teroldego Rotaliano DOC.   